# Костин, Юлий Витальевич
Юлий Витальевич Костин (1934—1982) — советский и украинский орнитолог, самый известный исследователь орнитофауны Крыма, художник-анималист, старший научный сотрудник Крымского государственного заповедно-охотничьего хозяйства.

## Биография
Родился 6 октября 1934 года в Орджоникидзе (сейчас — Енакиево) Донецкой области. Со временем семья переехала в Горловку, где Костин поступил в школу. Будучи школьником собирал коллекции минералов и насекомых — как личные, так и для оформления кабинета биологии, которым заведовала его мать, Зоя Гавриловна Костина, учитель биологии и химии.
Окончив школу 1952 году, попытался поступить во ВГИК, но не прошёл по конкурсу. После чего подал заявление в Строгановское художественное училище — и вновь неудачно, после чего вернулся Горловку и начал работать на Горловском машиностроительном заводе, где начальником цеха работал его отец — Виталий Семенович Костин. Проработал здесь полгода на должности токаря, получил четвертый разряд, и перешел в конструкторское бюро и стал работать чертежником, одновременно готовился к поступлению в университет.
С 1953 по 1958 год был студентом Днепропетровского университета. В 1958 году стал сотрудником Крымского государственного заповедно-охотничьего хозяйства, с чего начались продолжавшиеся им 22 года авифаунистические исследования Крыма. В первые десять лет работы проводил ежемесячные экскурсии в различные районы полуострова, а также осуществлял постоянные стационарные наблюдения за птицами на основной территории заповедника в горно-лесном Крыму и его филиале в окрестностях Лебяжьих островов (восточная часть Каркинитского залива). В 1960—1962 года Костин обследовал Керченский полуостров, в мае 1961 года — центральный Крым, в 1962—1965 года — Присивашье. В 1962, 1963, 1965—1967 года исследовал орнитофауну на Тарханкуте. Результатом работы первого десятилетия стала кандидатская диссертация, посвященная описанию фауны и биологии птиц Крыма и успешно защищенная в 1970 году. В 1969—1973 провел 25 экспедиционных выездов в различные районы Крыма.
Проявлял также интерес к оологическим сборам и даже разработал систему описания яиц. Рисунки послужили поводом для привлечения Костина к подготовке первого в Советском Союзе полевого определителя птиц («Птицы СССР» М., Мысль, 1968). Им было создано более 700 цветных изображений, сгруппированных в 48 таблиц.
В 1975 году начал оформление музея природы Крымского заповедно-охотничьего хозяйства. Некоторые экспонаты и диорамы изготовлены им собственноручно.
В 1977 году коллектив советских орнитологов принял решение о создании 10-томной монографии «Птицы СССР» и обратился к Костину с просьбой подготовить цветные таблицы для этого фундаментального издания. В результате 8 таблиц, иллюстрирующие первый том монографии, были готовы задолго до завершения самой рукописи. Костин принял участие и в написании данного тома — его авторству принадлежит очерк истории изучения птиц Крыма. Следует назвать книгу «Птицы Крыма», увидевшую свет только после кончины Костина.
13 марта 1982 году после продолжительной тяжелой болезни скончался.

## Публикации
Всего автор около 70 научных публикаций. Наиболее важные:
- Костин Ю. В., Дулицкий А. И. Птицы и звери Крыма: Научно-популярный очерк. — Симферополь: Таврия, 1978. — 112 с. — (Наш друг — природа).
- Второв П. П., Дроздов Н. Н. Определитель птиц фауны СССР: Пособие для учителей / Худож. Ю. В. Костин. — М.: Просвещение, 1980. — 254, [16] с.
- Костин Ю. В., Дулицкий А. И., Мальцев И. В. Редкие животные Крыма: Справочник. — Симферополь: Таврия, 1981. — 160 с.
- Костин Ю. В. Птицы Крыма. — М.: Наука, 1983. — 240 с.
- Костин Ю. В. В мире пернатых: Орнитологические заповедники юга Украины: Фотоальбом / Авт. текста и сост. Ю. В. Костин; Фотогр. Ю. В. Костина, В. Д. Снохина; Макет и худож. оформл. М. М. Лукьяницы. — Симферополь: Таврия, 1984. — [120] с. — 50 000 экз.
- Костин Ю. В., Дулицкий А. И., Мальцев И. В. Редкие животные Крыма. — Симферополь: Таврия, 1990. — 200 с.